# Kriegerdenkmal Hohenbellin
Das Kriegerdenkmal Hohenbellin ist ein denkmalgeschütztes Kriegerdenkmal im Ortsteil Hohenbellin der Ortschaft Wulkow der Stadt Jerichow in Sachsen-Anhalt. Im örtlichen Denkmalverzeichnis ist das Kriegerdenkmal unter der Erfassungsnummer 094 76533 als Baudenkmal verzeichnet.

## Lage
Das Kriegerdenkmal von Hohenbellin befindet sich in der nördlich der Kreuzung Altbelliner Straße – Lindenweg in Hohenbellin.

## Gestaltung
Es handelt sich um einen stufenförmigen Sandsteinquader mit einer Inschrift für die Gefallenen des Ersten Weltkriegs.

## Inschrift
1914–1918 fanden aus Hohenbellin den Heldentod 
- Braunschweig, Friedrich Wilhelm
- Drechsel, Emil
- Dresel, Friedrich
- Hohenstein, Otto Adolf
- Meier, Ernst
- Mosau, Karl Wilhelm Albert
- Wegner, Karl Friedrich

Treue um Treue

## Quelle
- Gefallenendenkmal Hohenbellin Online, abgerufen am 20. Juni 2017.